# Przesycenie roztworu
Przesycenie roztworu jest siłą napędową procesu krystalizacji. Można je osiągnąć poprzez ochłodzenie roztworu nasyconego, przez odparowanie rozpuszczalnika, dodatek substancji wysalającej lub w wyniku reakcji chemicznej między dwiema jednorodnymi fazami.
{\displaystyle \Delta c=c-c_{o}\ {\frac {\text{kg składnika}}{{\text{m}}^{3}\ {\text{roztworu}}}},}
gdzie dla T = const:
{\displaystyle c} – rzeczywiste stężenie składnika w roztworze,
{\displaystyle c_{o}} – stężenie nasycenia składnika w roztworze.
Przesycenie roztworu zależy nie tylko od natury fizykochemicznej substancji rozpuszczonej i rozpuszczalnika, ale duży wpływ mają takie czynniki jak:
- intensywność mieszania,
- lepkość środowiska,
- obecność substancji trzecich,
- szybkość schładzania roztworu,
- temperatura roztworu.